# جاوید شاه
گزاره جاوید شاه در بیان ستایش شاهان ایرانی  از سوی ایرانیان به کار می‌رود‌.

## کاربردهای دیگر
از «جاوید شاه» به عنوان شعار ضد حکومت جمهوری اسلامی نیز در تظاهرات استفاده می‌کنند.